# Nederlandse bijdrage oorlog Iran-Irak
Nederland droeg tijdens de oorlog tussen Iran en Irak bij aan de vrede met het vegen van zeemijnen in de Perzische Golf. De overheid besloot in 1987 om twee mijnenvegers naar de Perzische Golf te sturen in het kader van de oorlog tussen Iran en Irak.

## Aanleiding
Met een grote Iraakse aanval op Iran begon op 21 september 1980 een oorlog tussen beide landen. Irak wilde de grensafbakening in de rivier de Sjatt al-Arab herzien, eiste dat Iran een aantal eilandjes in de Perzische Golf teruggaf aan Bahrein en autonomie verleende aan de Arabisch sprekende bevolking van de olierijke Iraanse provincie Khuzestan. Op de achtergrond speelde de eeuwenoude Perzisch - Arabische rivaliteit, de strijd om de macht in de Golf en de ideologische botsing tussen het theocratische Iran en het seculier-socialistische Irak. De oorlog richtte zich op zee vooral tegen de olie-export van Iran, wat in 1985 uitmondde in een tankeroorlog. Iran reageerde met aanvallen op schepen uit andere Golfstaten. De Verenigde Staten besloten daarop olietankers uit Koeweit onder Amerikaanse vlag te escorteren, waardoor het conflict dreigde te escaleren. Iran legde vanaf 1987 tevens mijnen in de Golf van Oman, de ankerplaats voor olietankers voor ze zich in de Perzische Golf waagden. Dit was de aanzet voor de West-Europese Unie om aan de strijd mee te doen.

## Nederlandse reactie
In september 1987 besloot de regering twee mijnenjagers naar de Perzische Golf te sturen: Hr. Ms. Hellevoetsluis en Hr. Ms. Maassluis, met ieder 46 bemanningsleden. België sloot zich aan met een bevoorradingsschip en eveneens twee mijnenjagers. De operatie kreeg de codenaam Octopus en stond onder leiding van de Nederlandse viceadmiraal J.D.W. van Renesse. Vanwege de dreiging werden voor de eigen (lucht)verdediging Stinger-teams van het Korps Mariniers op zowel de Nederlandse als de Belgische schepen geplaatst. Hun operatiegebied was de Golf van Oman en het zuidelijk deel van de Perzische Golf. Vooral in de Straat van Hormoez bestond grote kans onder vuur van vijandelijke raketten te komen. De Nederlandse schepen bleven ruim zes maanden in het gebied, de bemanningen werden tussentijds afgelost. In mei 1988 nam Zr. Ms. Urk de taken van de Hellevoetsluis en de Maassluis over. Per 1 juni werd een Brits-Belgisch-Nederlandse Task Force gevormd, bestaande uit een Brits vlaggenschip, een bevoorradingsschip en vijf mijnenbestrijdingsvaartuigen. Operatie Octopus ging over in operatie Calendar II. De Urk begon op 2 januari 1989 aan haar thuisreis.